# 南仓站 (韩国)
南倉站（：／ Namchang yeok */?）是广域电铁东海线和溫山線沿線交會的一座鐵路車站，位於韓國蔚山廣域市蔚州郡溫陽邑南倉里，有無窮花號列車停靠。

## 車站結構
站體為2面7線雙島式月台的地面車站，內側月台設有月台幕門。
外側月台原供無窮花號列車停靠，該車種停駛後暫不開放使用；最外側3線軌道則為貨物運輸線。

### 月台配置
| ↑ 西生          |
| １２ \| ３４ \| |
| 望陽 ↓          |

| 月台 | 路線            | 目的地                   |
| ---- | --------------- | ------------------------ |
| 1    | 東海線          | 不使用                   |
| 2    | ●广域电铁东海线 | 佐川、新海雲臺、釜田方向 |
| 3    | ●广域电铁东海线 | 望陽、德下、太和江方向   |
| 4    | 東海線          | 不使用                   |

## 歷史
- 1935年12月16日：落成啟用。
- 2016年12月30日：東海南部線编入东海本线，並迁至距起点站（釜山鎮站）52.7公里处[1][2]。
- 2021年8月26日：迁至距起点站（釜山镇站）52.2公里处[3]。
- 2021年12月28日：鐵路複線电气化工程完工，廣域電鐵東海線開始運行，原先決定停駛的無窮花號列車於隔天旋即復駛。

## 車站周邊
- 蔚山車輛基地（朝鲜语：울산차량사업소）
- 高山川（朝鲜语：고산천 (울산)）
- 南倉高校
- 南倉中學
- 溫陽初等學校
- 溫陽體育公園

## 相鄰車站
韓國鐵道公社
●广域电铁东海线
西生（K127）－南倉（K128）－望陽（K129）
●溫山線
南倉－溫山